# Грушка, Алеш
А́леш Гру́шка (чеш. Aleš Hruška; род. 16 ноября 1985 года в Местец-Кралове) — чешский футболист, вратарь клуба «Виктория Пльзень».

## Карьера
Свою футбольную карьеру Грушка начинал в пражской «Спарте», откуда в 2005 году перешёл в «Викторию Жижков». В сезоне 2007/08 и весной 2009 года на правах аренды
выступал за «Пршибрам». Летом 2010 года заключил с клубом контракт. В «Пршибраме» почти всегда выходил в основном составе, также был капитаном клуба. 30 марта 2013 года сыграл свой сотый матч за клуб против «Яблонца».
Сезон 2014/15 провёл на правах аренды в клубе «Млада-Болеслав», где провёл 26 матчей в лиге в качестве основного вратаря. Также провёл за «Младу-Болеслав» четыре матча в рамках квалификационного турнира Лиги Европы, где сначала во втором раунде команда прошла боснийский «Широки-Бриег» (2:1, 4:0), а потом в третьем раунде проиграла оба матча французскому «Лиону» (1:4, 1:2).
В следующем сезоне вернулся в «Пршибрам», где отыграл все игры чемпионата. По итогам сезона 2016/17 «Пршибрам» занял последнее место в чемпионате и вылетел во вторую лигу.
В июне 2017 года Грушка перешёл в пльзеньскую «Викторию», заменив на время восстановления после травмы основного вратаря «викторианцев» Матуша Козачика. Контракт рассчитан на два года.

## Достижения
Виктория Пльзень
- Чемпион Чехии (2): 2017/18, 2021/22